# كأس النرويج 1923
كأس النرويج 1923 (بالنرويجية: Norgesmesterskapet i fotball for menn 1923)‏ هو الموسم 22 من كأس النرويج. أشرف على تنظيمه اتحاد النرويج لكرة القدم، وكان عدد الأندية المشاركة فيه 84، وفاز فيه نادي بران.